# فرانک بادیو
فرانک بادیو (فرانسوی: Franck Badiou‎؛ زادهٔ ۲۴ مارس ۱۹۶۷) تیرانداز اهل فرانسه است.
وی در مسابقات کشوری و بین‌المللی در مجموع برندهٔ ۱ مدال نقره شده‌است.